# Liste der Einträge im National Register of Historic Places im Montgomery County (Missouri)

Lage des Montgomery County in Missouri

Die Liste der Einträge im National Register of Historic Places im Montgomery County in Missouri führt die Bauwerke und historischen Stätten im Montgomery County auf, die in das National Register of Historic Places aufgenommen wurden.

## Legende
| NRHP | Historic Place             |
| NHL  | National Historic Landmark |

## Aktuelle Einträge
| [ 3 ] | Name                                                   | Bild                                                   | Eintragsdatum        | Lage                                                         | Ort             | Beschreibung |
| ----- | ------------------------------------------------------ | ------------------------------------------------------ | -------------------- | ------------------------------------------------------------ | --------------- | ------------ |
| 1     | Sylvester Marion and Frances Anne Stephens Baker House | Sylvester Marion and Frances Anne Stephens Baker House | 1999 ID-Nr. 99001018 | 60 Boonslick Road 38° 54′ 30″ N, 91° 31′ 37″ W               | Montgomery City |              |
| 2     | Farmers Mercantile Co. Building                        | Farmers Mercantile Co. Building                        | 2004 ID-Nr. 04000604 | 872 Boone’s Lick Road 38° 52′ 41″ N, 91° 23′ 4″ W            | High Hill       |              |
| 3     | Heinrich Gloe House                                    |                                                        | 2007 ID-Nr. 07000022 | 358 Hwy P 38° 45′ 18″ N, 91° 33′ 32″ W                       | Rhineland       |              |
| 4     | Graham Cave                                            | Graham Cave                                            | 1966 ID-Nr. 66000420 | Rund 800 m nördlich von Mineola 38° 54′ 19″ N, 91° 34′ 23″ W | Mineola         |              |
| 5     | High Hill School                                       | High Hill School                                       | 1980 ID-Nr. 80002381 | Abseits des US 40 38° 52′ 42″ N, 91° 22′ 52″ W               | High Hill       |              |
| 6     | McKittrick Farmers Mercantile                          |                                                        | 2010 ID-Nr. 10000313 | 500 Washington Street 38° 44′ 6,6″ N, 91° 26′ 33,8″ W        | McKittrick      |              |
| 7     | Mount Horeb Baptist Church                             |                                                        | 1980 ID-Nr. 80002382 | Westlich von Mineola 38° 50′ 40″ N, 91° 38′ 31″ W            | Mineola         |              |
| 8     | Pinnacle Lake Rock Shelter                             |                                                        | 1969 ID-Nr. 69000117 | Adresse nicht veröffentlicht                                 | Big Spring      |              |
| 9     | Shrine of Our Lady of Sorrows                          |                                                        | 1982 ID-Nr. 82003153 | SR P 38° 44′ 2″ N, 91° 33′ 10″ W                             | Starkenburg     |              |